# Aéroport international d'Honolulu
Pour les articles homonymes, voir HNL.
L'aéroport international Daniel K. Inouye d'Honolulu (code IATA : HNL • code OACI : PHNL) est le principal aéroport de la ville et du comté d'Honolulu et de l'État d'Hawaï. Il est situé 5 km au nord-ouest du quartier d'affaires de la ville. C'est le vingt-sixième aéroport nord-américain quant au trafic passagers avec plus de 18,8 millions de passagers qui y ont transité en 2008.
L'aéroport international d'Honolulu constitue le hub pour Hawaiian Airlines et Island Air.

## Situation

### Carte des 30 principaux aéroports américains
| \| 500 km1:17 479 000 \| Atlanta Los Angeles Chicago · O'Hare Chicago · Midway Dallas · Fort Worth New York · JFK Newark · Liberty New York-LaGuardia Denver San Francisco Charlotte Las Vegas Phoenix Miami Houston Seattle Orlando Minneapolis · Saint-Paul Boston Détroit Philadelphie Fort Lauderdale · Hollywood Baltimore Washington · R. Reagan Washington · Dulles Salt Lake City San Diego Honolulu Tampa Portland |
| 500 km1:17 479 000 |

| Honolulu Hana Hilo Kahului Kalaupapa Kapalua Kona Lanai Līhuʻe Molokai Waimea-Kohala |

## Statistiques
Le graphique qui aurait dû être présenté ici ne peut pas être affiché car il utilise l'ancienne extension Graph, désactivée pour des questions de sécurité. Des indications pour créer un nouveau graphique avec la nouvelle extension Chart sont disponibles ici.

Voir la requête brute et les sources sur Wikidata.

## Histoire
L'aéroport international d'Honolulu ouvrit en mars 1927 sous le nom de John Rodgers Airport, du nom d'un officier naval de la Première Guerre mondiale. L'aéroport fut fondé par la législature territoriale et la Chambre de Commerce, devenant ainsi le premier véritable aéroport à Hawaï : auparavant les avions étaient limités à des petites pistes d'atterrissages, constitués par des champs ou des docks pour hydravions. 
Le 22 novembre 1935, la Pan Am inaugure son vol transpacifique quotidien entre Alameda et Honolulu avec un Martin M-130 China Clipper en 21 h 20,. 
De 1939 à 1943, le Keehi Lagoon a été dragué pour l'utilisation des hydravions et les déblais ont été transformés pour fournir plus d'espace pour les avions traditionnels. John Rodgers Airport a été rebaptisé sous le nom de l'aéroport international d'Honolulu en 1947.
L'aéroport était historiquement un lieu d'escale pour la plupart des vols en provenance et en direction du nord des États-Unis, dû à sa proximité avec le centre de l'Océan Pacifique et à la problématique de l'autonomie limitée des aéronefs de l'époque.
Le 3 janvier 1950, la Pan Am effectue son premier vol commercial non-stop de l'histoire entre Tokyo et Honolulu, couvrant 3 933 miles de distance en 11 h 24, avec un Boeing 377 Stratocruiser.
Le 15 janvier 1950, United Airlines inaugure sa liaison quotidienne entre San Francisco et Honolulu, avec un Boeing 377 Stratocruiser.
En avril 1954, Japan Airlines inaugure ses vols Tōkyō-San Francisco via Honolulu.
Un mois plus tard, Qantas Empire Airways établit sa nouvelle route aérienne entre l'Australie et le Canada via Honolulu, reprenant la desserte de la défunte British Commonwealth Pacific Airlines.
En septembre 1959, la Pan Am inaugure le Boeing 707 sur sa liaison entre les États-Unis continentaux et Hawaï,.
En mars 1960, United Airlines commence à opérer le Douglas DC-8 sur sa liaison entre les États-Unis continentaux et Hawaï,.
Le 28 décembre 1963, la Pan Am inaugure sa liaison Honolulu-Tahiti.
Le 3 mars 1970, la Pan Am inaugure le Boeing 747 sur sa desserte d'Honolulu,. 
En 1981, l'aéroport international d'Honolulu est classé quinzième aéroport mondial par rapport au trafic passagers par la Airport Operators Council International (AOCI).
En juin 1984, inauguration de la nouvelle tour de contrôle.
En 1991, l'aéroport international d'Honolulu accueille 22,3 millions de passagers. En 1998, All Nippon Airways commence sa desserte bihebdomadaire Tōkyō-Honolulu. 
En juin 2001, Hawaiian Airlines commence sa liaison quotidienne Honolulu-San Diego. Air Canada assure désormais les vols vers Honolulu à la suite de la faillite de Canadian Airlines, sur sa route aérienne Vancouver-Honolulu-Sydney en 2001.
En octobre 2002, Hawaiian Airlines commence sa liaison quotidienne Honolulu-Phoenix.
En janvier 2003, Hawaiian Airlines inaugure le vol Honolulu-Las Vegas. China Airlines recommence ses vols Taipei-Honolulu en 2004.
En décembre 2005, WestJet commence ses vols Vancouver-Honolulu. Jetstar Airways inaugure sa desserte Sydney-Honolulu, en décembre 2006. 
Le 21 mars 2007, l'aéroport international d'Honolulu célèbre son 80e anniversaire,.

## Compagnies et destinations
| Compagnies             | Destinations | Refs   |
| ---------------------- | --- | ------ |
| AirAsia X              | Kuala Lumpur, Osaka-Kansai | [ 12 ] |
| Air Canada             | Vancouver En saison : Toronto (Pearson) | [ 13 ] |
| Air China              | Pékin-Capitale | [ 14 ] |
| Air New Zealand        | Auckland | [ 15 ] |
| Alaska Airlines        | Anchorage-T.-Stevens, Los Angeles, Oakland, Portland, San Diego, San Francisco, San José (Californie), Seattle-Tacoma | [ 16 ] |
| All Nippon Airways     | Tokyo-Haneda, Tokyo-Narita | [ 17 ] |
| American Airlines      | Dallas-Fort Worth, Los Angeles, Phoenix-Sky Harbor En saison : Chicago-O'Hare | [ 19 ] |
| Asiana Airlines        | Séoul-Incheon | [ 20 ] |
| China Airlines         | Taïwan-Taoyuan | [ 21 ] |
| China Eastern Airlines | Shanghai-Pudong | [ 22 ] |
| Delta Air Lines        | Atlanta H.-Jackson, Détroit , Fukuoka, Los Angeles, Nagoya-Chūbu, Minneapolis-Saint-Paul, Osaka-Kansai, Salt Lake City, Seattle-Tacoma, Tokyo-Narita En saison : New York-John F. Kennedy, Portland, San Francisco | [ 24 ] |
| Fiji Airways           | Apia-Faleolo, Cassidy, Nadi | [ 25 ] |
| Hawaiian Airlines      | - Auckland, - Boston Logan, - Brisbane, - Hilo, - Kahului, - Kona, - Las Vegas-Harry-Reid, - Līhuʻe, - Long Beach, - Los Angeles, - New York-John F. Kennedy, - Oakland, - Osaka-Kansai, - Pago Pago, - Tahiti-Faaa, - Phoenix-Sky Harbor, - Portland, - Sacramento, - San Diego, - San Francisco, - San José (Californie), - Shin-Chitose, - Seattle-Tacoma, - Séoul-Incheon, - Sydney-K. Smith, - Tokyo-Haneda, - Tokyo-Narita | [ 27 ] |
| Japan Airlines         | Nagoya-Chūbu, Osaka-Kansai, Tokyo-Narita | [ 28 ] |
| Jetstar Airways        | Melbourne-Tullamarine, Sydney-K. Smith | [ 29 ] |
| Jin Air                | Séoul-Incheon | [ 30 ] |
| Korean Air             | Séoul-Incheon, Tokyo-Narita | [ 31 ] |
| Mokulele Airlines      | Kahului, Kona, Kalaupapa (en), Kapalua-West Maui (en), Molokai (en) | [ 32 ] |
| Hawaiian Airlines      | Kapalua-West Maui (en), Lānai (en), Molokai (en) | [ 27 ] |
| Philippine Airlines    | Manille-N. Aquino | [ 33 ] |
| Qantas                 | Sydney-K. Smith | [ 34 ] |
| Scoot                  | Osaka-Kansai | [ 36 ] |
| Sun Country Airlines   | En saison : Los Angeles, Portland | [ 37 ] |
| United Airlines        | Chicago-O'Hare, Chuuk, Denver, Guam-A.-B.-Won-Pat, Houston-George Bush, Kosrae, Kwajalein-Bucholz (en), Los Angeles, Majuro-îles Marshall International, Newark-Liberty, Pohnpei, San Francisco, Tokyo-Narita, Washington-Dulles | [ 38 ] |
| WestJet                | Vancouver En saison : Calgary | [ 39 ] |
| ZIPAIR Tokyo           | Tokyo-Narita |        |

## Accès
L'aéroport est accessible par les routes Nimitz Highway et Queen Liliuokalani Freeway de Interstate H-1. Le service de navette est offerte par TheBus (routes 19&20) et Waikiki Express. Des taxis et limousines sont aussi disponibles.

## Galerie

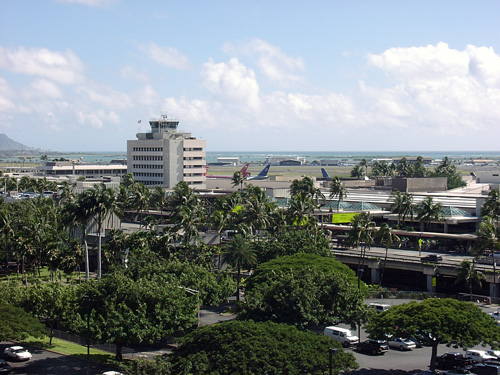
Vue sur l'aéroport.
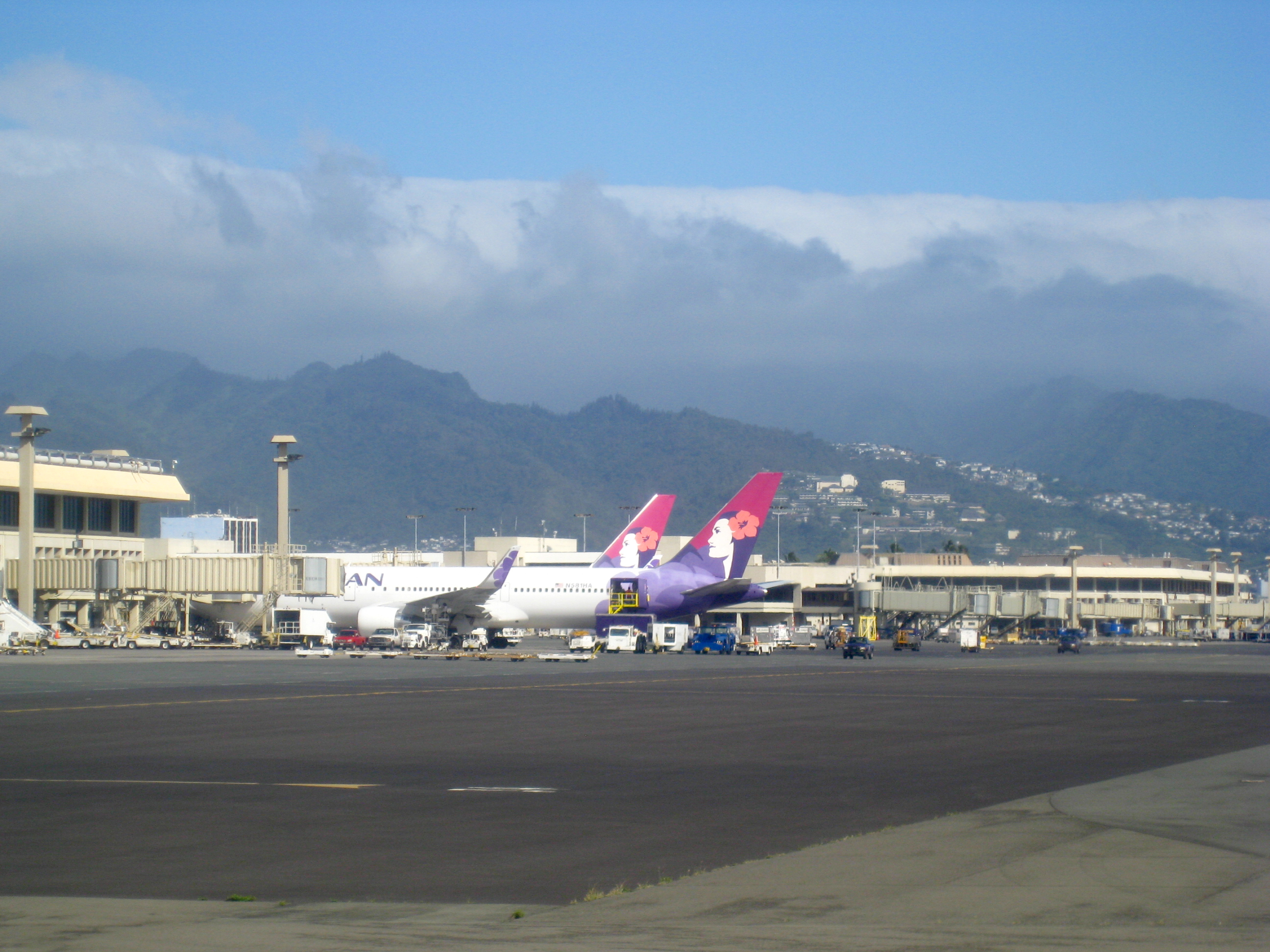
Hawaiian Airlines à HNL.
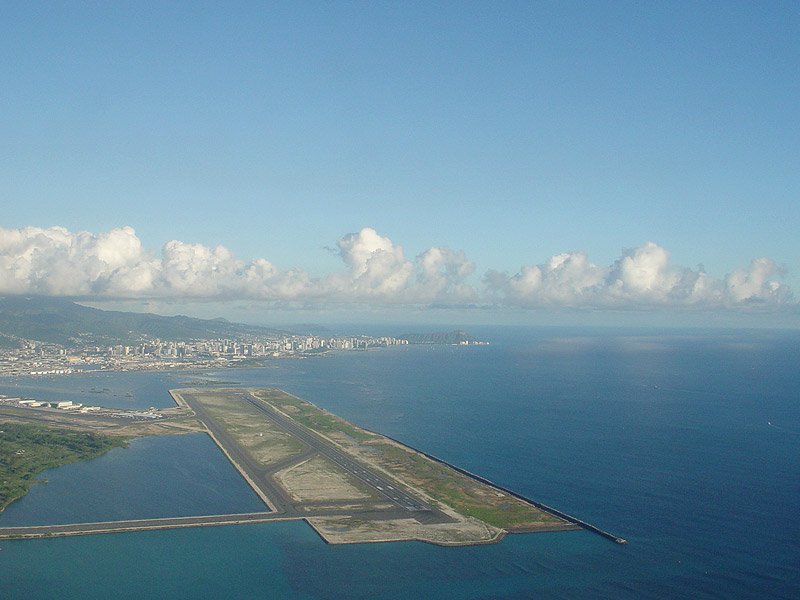
Piste d'atterrissage à HNL.
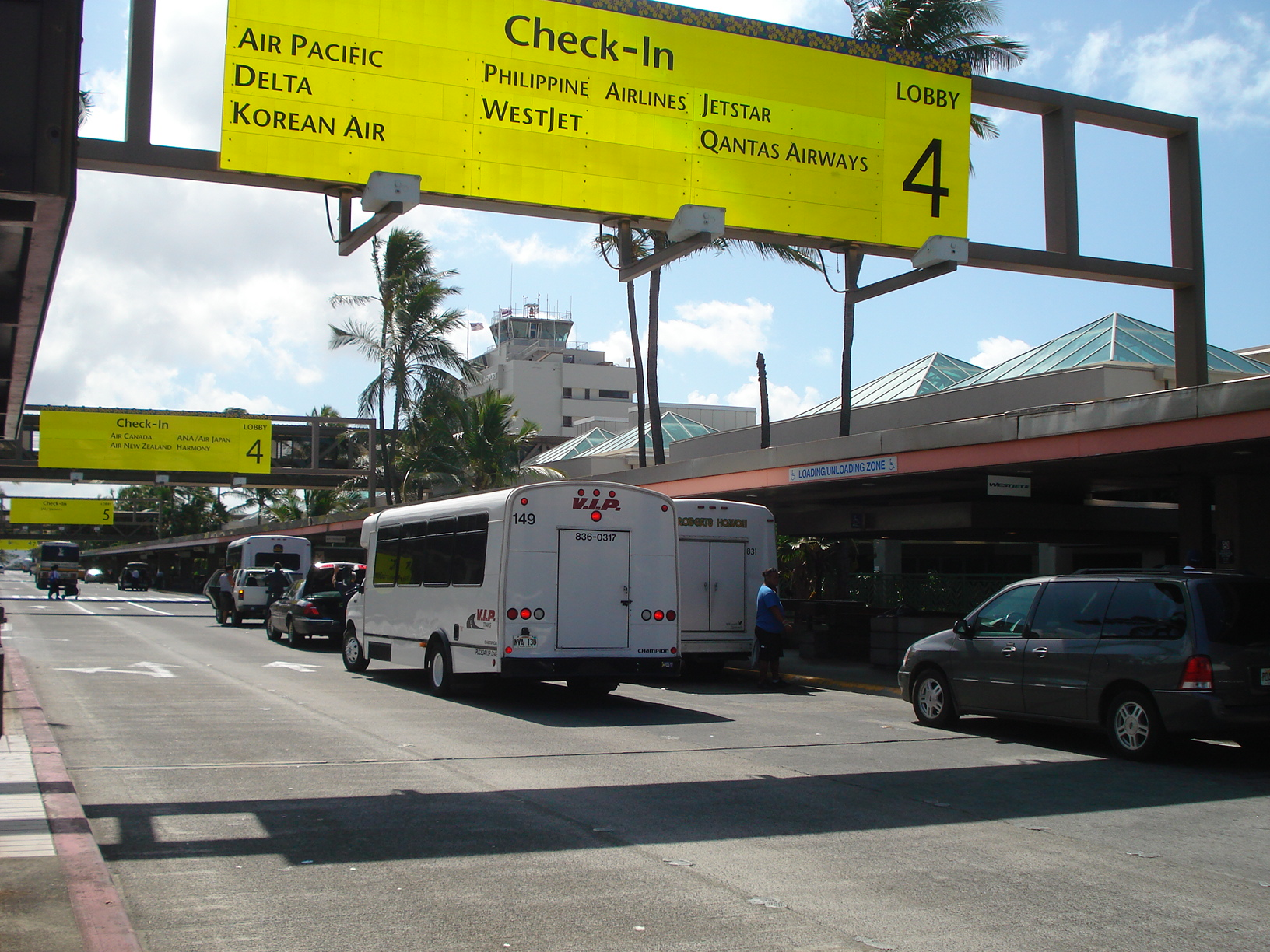
Terminal des départs à HNL.